# Hymenoptychis sordida
Hymenoptychis sordida là một loài bướm đêm trong họ Crambidae.